# Тосино де сьело
Тоси́но де сье́ло (исп. tocino de cielo, порт. toucinho do céu — букв. «бекон с небес», «жир с небес») — испанский и португальский десерт, приготовленный на основе яичного желтка, имеет яркий жёлтый цвет.
Считается, что десерт появился в Херес-де-ла-Фронтера более чем 500 лет назад. Блюдо является типичным для Андалусии, а также распространено в Херес-де-ла-Фронтера, Кадисе, Вильольдо, Паленсии и в Астурии, где известно под именем Tocinillos de Cielo de Grado.
Первые упоминания о десерте восходят к 1324 году, когда его создали сёстры из монастыря монастыря Святого Духа в Херес-де-ла-Фронтера. Своим происхождением он обязан традициям виноделия в этих местах. Для осветления вина в большом количестве использовались яичные белки, а оставшиеся желтки отправляли в монастырь.
Название десерта связано с его внешним видом, консистенцией и «религиозным» происхождением.